# Рыбкин, Иван Петрович
Ива́н Петро́вич Ры́бкин (род. 20 октября 1946, с. Семигорка, Терновский район, Воронежская область) — российский государственный и политический деятель, доктор политических наук.
Председатель Государственной думы 1-го созыва (1994—1996), секретарь Совета безопасности РФ (1996—1998).

## Биография

### Происхождение
Родился в крестьянской семье. Школу окончил с золотой медалью. Высшее образование получил в Волгоградском сельскохозяйственном институте, который окончил в 1968 году с отличием по специальности инженер-механик, в 1974 году окончил аспирантуру этого же института, в 27 лет став кандидатом технических наук. В 1991 году окончил Академию общественных наук при ЦК КПСС, а в 1993 году Дипломатическую академию МИД России.
В 1968—1969 годах работал старшим инженером в колхозе «Заветы Ильича» (Новоаннинский район Волгоградской области). Проходил срочную службу в Советской армии.

### Политическая деятельность
С 1987 года работал первым секретарём Советского райкома Волгограда. В 1990 году избран народным депутатом РСФСР по 312-му Советскому территориальному округу (Волгоград). В 1991 году был заведующим отделом ЦК Компартии РСФСР, после провала Августовского путча и роспуска КПСС участвовал в создании Аграрной партии России. Стал одним из инициаторов II восстановительного съезда КПРФ, член Президиума Инициативного комитета по созыву съезда коммунистов РСФСР. В феврале 1993 года на чрезвычайном съезде КП РСФСР, которая была преобразована в КПРФ, избран членом ЦИК КПРФ. 14 февраля 1993 года избран заместителем председателя ЦИК КПРФ, занимал эту должность до 21 апреля 1994 года. Член Президиума ЦК (ЦИК) КПРФ с 14 февраля 1993 по 21 апреля 1994 года.
В 1994—1996 годах являлся председателем Государственной думы 1-го созыва, кандидатура предложена фракцией АПР. «Мы тогда даже получили право выдвинуть из своих рядов кандидата в спикеры, и я лично рекомендовал Ивана Рыбкина», — говорил лидер АПР М. И. Лапшин. Как вспоминал сам Рыбкин: «Когда получал в кабинете Ельцина удостоверение председателя Госдумы, сказал Борису Николаевичу: „Повторения Белого дома больше не будет никогда!..“».
В 1995 году на выборах в Государственную думу (1995) организовал и возглавил Общественно-политическое движение «Согласие», которое вместе с движением «Регионы России» сформировало избирательный блок Ивана Рыбкина. В 1996 году движение было преобразовано в «Социалистическую партию России», также участвовала на выборах в Государственную думу (1999), не пройдя в парламент.
В 2002 году на базе «Социалистической партии России» и движения «Духовное наследие» создал и возглавил «Социалистическую единую партию России» (СЕПР). В 2003 году уступил пост председателя партии Василию Шестакову.
В 1996—1998 годах секретарь Совета безопасности Российской Федерации. С 1 по 23 марта 1998 года — заместитель Председателя Правительства Российской Федерации Виктора Черномырдина по делам СНГ и Чеченской Республики (вплоть до отставки Правительства). Президент Регионального общественного фонда содействия развитию русского языка как средства межнационального общения.
В 2004 году выдвигал свою кандидатуру на пост Президента Российской Федерации, пользовался поддержкой Б. А. Березовского.
Михаил Ходорковский в своей статье «Кризис либерализма в России»: написал: «бывший коммуноаграрий Иван Рыбкин — преподнес нам вместо внятной политической кампании дешёвый фарс, коего постыдился бы и представитель ЛДПР, специалист по личной безопасности Жириновского Олег Малышкин».
5 марта, после скандального инцидента со своим исчезновением и появлением в Киеве в феврале 2004 года (см. ниже), снял свою кандидатуру.

### Исчезновение в феврале 2004 года
Вечером 5 февраля 2004 года Иван Рыбкин пропал. 8 февраля жена Рыбкина написала заявление об исчезновении своего мужа в ОВД «Арбат». В тот же день ГУВД Москвы по факту его исчезновения завело разыскное дело.
10 февраля вечером Рыбкин нашёлся в Киеве, в 22:00 того же дня он прилетел в Москву.
Согласно первым объяснениям Рыбкина, 5 февраля он решил «отдохнуть от той возни», которая была поднята вокруг него, и отправился в Киев. Рыбкин не стал уточнять, что это за «возня». Свои мобильные телефоны он отключил, чтобы ему не мешали отдыхать. «Имею же я право на два-три дня личной жизни! — сказал Рыбкин. — Я часто бываю в Киеве, мы с друзьями гуляем по улицам, тем более что там в эти выходные была хорошая погода».
Ксения Пономарёва, руководитель предвыборного штаба Рыбкина, заявила: «Если всё действительно так, как рассказывает Рыбкин, то это не повышение эффективности его избирательной кампании, а конец политической карьеры». Главный спонсор избирательной кампании Рыбкина Борис Березовский сказал, что если всё на самом деле так, как рассказал Рыбкин, то «такого политика больше не существует». Бывший Генпрокурор России Юрий Скуратов назвал историю с исчезновением Рыбкина «блестящей пиар-акцией, устроенной не без помощи Березовского». Депутат Госдумы Николай Ковалёв заявил: «Я думаю, что это пиар-проект Ксении Пономарёвой. Это её стиль, её подходы. Я предполагал, что пауза затянется не больше чем дня на четыре. Эта глупая затея у меня вызывает гомерический смех. До какого уровня нужно дойти, чтобы исчезнуть и не оставить телефона жене? А если руку приложил и Березовский, то это уже пародия на него самого, остатки былого стратегического мышления».
Согласно книге А. Политковской, Рыбкин пропал на следующий день после того, как публично обвинил администрацию Владимира Путина в причастности к взрывам домов в Москве в 1999 году, которые стали одной из причин для ввода войск в Чечню и начала Второй чеченской войны. Через пять дней Рыбкин появился в Киеве.
Согласно книге Александра Гольдфарба, позже Рыбкин заявил, что его похитили и накачали наркотиками агенты ФСБ.
Рыбкин заявил, что его заманили на Украину под предлогом встречи с чеченским лидером Асланом Масхадовым, но по прибытии ему сообщили, что Масхадов будет через два часа и предложили перекусить. «После этого я съел пару бутербродов, после чего ничего не помню». После этого он был без сознания четыре дня. Когда он очнулся 10 февраля, ему продемонстрировали видеозапись, в которой он совершал «отвратительные действия» с «ужасными извращенцами». Ему сообщили, что эта видеозапись будет предана публичности, если он не прекратит участие в президентских выборах. По словам Александра Литвиненко, агенты ФСБ, по-видимому, применили к Рыбкину психоактивные вещества. Рыбкин сказал, что опасается за свою безопасность и продолжит предвыборную гонку из-за границы, но 5 марта 2004 года снял свою кандидатуру, сказав, что не желает участвовать в «этом фарсе», как он назвал выборы.
По одной из версий, озвученной в документальном фильме Андрея Кондрашова «Березовский», вышедшем в конце 2012 года на телеканале «Россия-1», Рыбкина вывезли на Украину с целью убийства, после которого должны были быть отменены президентские выборы 2004 года, а все зарегистрированные кандидаты согласно закону не имели права выдвигать свою кандидатуру на новых выборах. Таким образом, Борис Березовский планировал устранить Владимира Путина от участия в выборах и привести к власти своего человека. Планы по убийству Рыбкина были сорваны украинскими спецслужбами. В ответ Рыбкин повторил в интервью каналу «Дождь», что поехал в Киев добровольно «для того, чтобы конфиденциально встретиться с тем, с кем хотел встретиться», а узнал о том, что зарегистрирован, уже в Киеве.

### Дальнейшие события
Иван Рыбкин стал одним из заявителей шествия и митинга в Москве в День российского флага 22 августа 2011 года.

## Награды
- Орден «За заслуги перед Отечеством» III степени (19 октября 1996 года) — за заслуги перед государством, большой вклад в развитие демократии и плодотворную общественную деятельность[19].
- наградное оружие: именной пистолет ПСМ от Министерства обороны РФ[20]

## Публикации
- Мы обречены на согласие: Выступления, статьи, интервью. — М.: Международные отношения, 1994. — 408 с. — 25 000 экз. — ISBN 5-7133-0828-6.
- Россия в XXI веке: демократия или диктатура?: Раздумья о возможности согласия социалистов и либералов. — М.: Информ-Знание, 1999. — 254 с. — ISBN 5-8032-0076-X.
- Государственная Дума: пятая попытка: [очерк новейшей истории представительной власти в России]. — 5-е изд., доп. и дораб. — М.: Межрегиональный фонд «Согласие», 2009. — 276, [1] с.: ил., портр. — ISBN 978-5-8121-0043-8.
- Чеченский раскол: преодоление. Записки Секретаря СБ РФ, 1996—1998 гг. — М.: Патриот, 2014. — 367 с., [23] л. цв. ил.: факс, цв. карта. — ISBN 978-5-94691-629-5.